# Todor Manow
Todor Manow (bg. Тодор Манов; ur. 17 czerwca 1969) – bułgarski zapaśnik walczący w stylu klasycznym. Olimpijczyk z Atlanty 1996, gdzie zajął ósme miejsce w kategorii 100 kg.
Dziewiętnasty na mistrzostwach świata w 1995. Piąty na mistrzostwach Europy w 1990. Wicemistrz świata juniorów z 1988 roku.
- Turniej w Atlancie 1996

Pokonał Ba Yanchuana z Chin, Bakura Gogitidze z Gruzji i Takashi Nonomure z Japonii. Przegrał z Sergeyem Lishtvanem z Białorusi i Rosjaninem Tejmurazem Ediszeraszwilim.